# Быть братом
«Быть братом» — советский двухсерийный художественный телефильм 1976 года, снятый режиссёром Григорием Липшицем на киностудии имени Александра Довженко по заказу Государственного комитета Совета министров СССР по телевидению и радиовещанию.
Премьера состоялась 2 мая 1977 года.

## Сюжет
В годы Великой Отечественной войны трое братьев потеряли друг друга. Спустя много лет, они нашли друг друга. Они собираются быть близкими людьми. Все они трудятся, находят любовь и ищут себя. Они также нуждаются в помощи родных, которые их поддержат, подскажут и помогут.

## В ролях
- Всеволод Сафонов — Лобанов
- Эльза Леждей — Ольга Андреевна
- Владлен Бирюков — Николай
- Анатолий Азо — Виктор
- Станислав Бородокин — Константин
- Клара Абашина — Клавдия Петровна
- Пётр Любешкин — Иван Никифорович
- Ирина Шевчук — Саша
- Юрий Мажуга — Павлыш
- Ольга Матешко — Маша
- Юля Анисимова — Лида
- Александр Даруга — Федя

В эпизодах:
- Геннадий Болотов — доктор
- Сергей Вальтман
- В. Мошков
- Виктор Демерташ — рабочий
- Виктор Маляревич — Сергей
- В. Панафидин — Дмитрий
- Анатолий Соколовский — рабочий
- Юрий Сорокин — парторг цеха
- Владимир Цесляк — директор завода

## Съёмочная группа
- Авторы сценария: Валентина Колемиш, Вадим Спивак
- Режиссёр-постановщик: Григорий Липшиц
- Оператор-постановщик: Наум Слуцкий
- Художник-постановщик: Эдуард Шейкин
- Композитор: Юрий Шамо
- Текст песни: Валерий Куринский
- Звукооператор: Елена Межибовская
- Режиссёр: Виктор Ковальчук
- Оператор: Александр Найда
- Редактор: Юрий Морозов
- Монтажёр: Таисия Кряченко
- Художник по костюмам: А. Сапанович
- Гримёр: Т. Головченко
- Ассистенты:
  - режиссёра: Т. Каширина, А. Затуловский
  - оператора: В. Довгалев
- Комбинированные съёмки:
  - Оператор: В. Симоненко
  - Художник: В. Королев
- Главный консультант: Е. Белов
- Консультант: Г. Чернов
- Оркестр Украинского радио и телевидения:
  - Дирижёр: Вадим Гнедаш
- Директор картины: Борис Волынский

## Съёмки
Съёмки проходили летом 1976 года в Таганроге, в частности в музее трудовой и боевой славы металлургического завода, в театре имени А. П. Чехова, в морском порту, в кафе «Русский чай» и на уборке хлеба комбайнами «Колос».

## Награды
- Приз за лучший телевизионный фильм на республиканском кинофестивале в Кременчуге (1978)[4]